# Línea 5 (Maldonado)
La línea 5 es una línea de transporte público colectivo del departamento de Maldonado, Uruguay. Sale del balneario La Barra y su destino es San Carlos.

## Recorrido
Al igual que varias línesa de CODESA, esta línea cambia el recorrido según la estación y temporada turística.

### Ida
Vialidad, Ruta 39, Av. Alvariza, 25 de Agosto, 4 de Octubre, Av. Rodó, Carlos Reyles, Av. Rocha, Agencia San Carlos, Fernández Chavez, Rbla. Costanera, Ruta 9, Ruta 104, El Chorro, Las Ballenas, Tiburones, Pejerreyes, Balneario Buenos Aires, Calle 49, Calle 38, Ruta 10, Av. E. Victor Haedo, Puente La Barra.

### Vuelta
Puente La Barra, Av. E. Victor Haedo, Ruta 10, Balneario Buenos Aires, Calle 38, Calle 49, El Chorro, Pejerreyes, Tiburones, Las Ballenas, Ruta 104, Ruta 9, 25 de Agosto, 4 de Octubre, Av. Rodó, Carlos Reyles, Av. Alvariza, Ruta 39, Vialidad.